# Балаяда

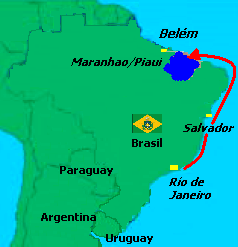

Балая́да (порт. Balaiada) — Народне повстання проти гніту влади і поміщиків у північно-східних провінціях Бразильської імперії Мараньян і Піауї, що розгорнулося в 1838-1841. 
Повстання отримало свою назву на честь одного з його вождів, плетівника кошиків Мануела Франсіску Анжуса Феррейри, який мав прізвисько Балаю (у перекладі з португальського balaio — «кошик»).

## Рушійні сили
Основними рушійними силами повстання були скотарі (т. зв. вакейрус), землероби, сільські ремісники, а також приєдналися до них швидкі чорношкірі раби.

## Хід повстання
Повстання Балаяда спалахнуло у селищі Манга на річці Ігуара. Повстанці швидко захопили низку невеликих містечок і в середині травня 1839 оточили Кашіас - друге за величиною місто провінції. Тут до них приєдналися понад 3 тисячі рабів-утікачів, на чолі яких стояв Космі, вождь великого кіломбу — поселення рабів-утікачів. Таким чином, загальна чисельність повсталих сягнула 11 тисяч осіб.
1 липня повстанці опанували місто. У ньому було створено тимчасову хунту з управління містом та військову раду на чолі з Анжусом Феррейрою, які стали основною політичною та військовою організацією повстанців. До складу цих органів увійшли й представники легальної республіканської партії «Бемтеві», вельми поміркованої у своїх політичних вимогах. Бемтевісти взяли керівництво рухом у свої руки і вступили в переговори з президентом провінції, запропонувавши йому умови миру та програму обмежених реформ (не висувалися вимоги захисту інтересів та прав селян і навіть часткового скасування рабства).
Обмеженість вимог та відсутність єдності у керівництві руху призвели до розпаду армії повстанців на окремі загони. Повсталі вже були силою, здатної змінити порядки навіть у провінції. Вони продовжували нападати на багаті маєтки, захоплюючи майно їхніх власників. На придушення повстання уряд провінції кинув великі військові частини. Каральні війська під командуванням президента провінції Ліми і Сілви в 1840 повернули під контроль уряду Кашіас, розбили розрізнені загони повсталих і знищили поселення негрів. Останні осередки опору, що діяли в Мараньяні та Піауї, були придушені у 1841. За успішно проведену каральну операцію Ліма та Сілва отримав від регента титул барона Кашіас.